# Pioneer–P31
A Pioneer–P31 (angolul: úttörő) amerikai mesterséges bolygó, amelyet a Pioneer-program keretében indították,  Hold kutató szonda.

## Küldetés
A Pioneer–P1, Pioneer–P3, Pioneer–P30 és Pioneer P–31 sorozat célja volt, hogy egy működőképes – elsősorban hordozóeszköz vonatkozásában – űrszondát juttassanak a Hold közelébe, elősegíteni a világűr sajátosságainak vizsgálatát, a Hold nem látható felének felderítését. Kipróbálni a műhold korrekciót (manőverezését – lassítás, gyorsítás) segítő segédfúvókák müküdőképességét – műholdak visszavezetése a Föld meghatározott pontjaira.

## Jellemzői
A szondát a JPL és NASA építette. Üzemeltetője a NASA és a DC (Washington).
1960. december 15-én a Air Force Missile Test Center indítóállomásról egy Atlas-D Able hordozórakétával, direkt módszer alkalmazásával indítottáka Hold felé.
A sikertelen kísérletek miatt 6 kilogrammra csökkentették a hasznos terhet. Egyetlen műszere a televíziórendszer és az adttovábbi volt. Az akkumulátorok élettartamát növelve 4 (60x60 centiméter) napelemtáblát szereltek rá, egyenként 2200 lapocskával ellátva. A napkollektorok a vegyi elemeket váltották.
Technikai okok miatt 68 másodperccel indítás után, 12 kilométeres magasságban az első fokozat felrobbant. Darabjai az indítóhelytől 1220 kilométerre az Atlanti-óceánba zuhat.

## Külső hivatkozások
- Pioneer–P31. lib.cas.cz. [2013. október 13-i dátummal az eredetiből archiválva]. (Hozzáférés: 2012. december 30.)
- Pioneer–P31. skyrocket.de. (Hozzáférés: 2012. december 30.)

| Elődje: Pioneer–P30 | Pioneer-program 1958–1960 | Utódja: Pioneer–3 |